# Antocha nigribasis
Antocha nigribasis är en tvåvingeart som beskrevs av Alexander 1932. Antocha nigribasis ingår i släktet Antocha och familjen småharkrankar. Inga underarter finns listade i Catalogue of Life.